# Théâtre Nouvelle Génération
Le Théâtre Nouvelle Génération - Centre dramatique national, est un théâtre se déployant sur deux sites à Lyon : le TNG-Vaise et Les Ateliers-Presqu'île.

## Histoire
- 1960 : Maurice Yendt fonde la compagnie du Théâtre des Jeunes Années.
- 1977 : Maurice Yendt et Michel Dieuaide créent la Biennale du Théâtre Jeunes Publics à Lyon.
- 1981 : le Théâtre des Jeunes Années (TJA) de Lyon devient le premier Centre dramatique national réservé aux jeunes spectateurs.
- 2004 : Nino D’Introna est nommé directeur. Le TJA laisse sa place au Théâtre Nouvelle Génération.
- 2015 : Joris Mathieu prend la direction du Théâtre Nouvelle Génération, après sa nomination en septembre 2014
- 2025 : Odile Grosset-Grange succède le 1er juillet à Joris Mathieu[1].

## Les salles
Depuis 2015, le Théâtre Nouvelle Génération est désormais déployé sur deux sites :
- Le TNG-Vaise (salle André Latreille), dans le 9e arrondissement de Lyon (quartier de Vaise).
- Les Ateliers-Presqu'île, dans le 2e arrondissement de Lyon.

### Historique
Initialement conçu comme salle des fêtes (1930-1933) par l’architecte Michel Roux-Spitz, le bâtiment du TNG à Vaise a également fait office d’école, de sécurité sociale, de bains-douches et de mairie (de 1964 à 1974) avant d’être aménagé en théâtre (en 1979). Le Théâtre des Jeunes Années s’y installe en 1980. Le « TJA »  est alors, en France, le premier théâtre permanent pour les jeunes spectateurs. En 2004, Nino D'Introna est nommé à la direction du Centre Dramatique National de Lyon qui prend alors le nom de « Théâtre Nouvelle Génération ». Ce lieu de création et de diffusion destiné aux publics intergénérationnels accueille des spectacles de dimension nationale et internationale. Sa programmation est cosmopolite et pluridisciplinaire. Le Festival Ré-génération met en lumière de jeunes compagnies émergentes européennes. En 2015, un nouveau projet se met en place avec la nomination de Joris Mathieu à la direction du Théâtre Nouvelle Génération : le Théâtre Les Ateliers intègre le Théâtre Nouvelle Génération –  Centre Dramatique National de Lyon – pour impulser un projet intergénérationnel de création contemporaine dans la métropole lyonnaise.
En 2023, le conseil régional d'Auvergne-Rhône-Alpes présidé par Laurent Wauquiez supprime la subvention annuelle au Théâtre nouvelle génération, dans un contexte de plusieurs années de mise en place de la culture de la peur et d'attributions de subventions de manière partisane par cette collectivité territoriale dans ce secteur professionnel.